# Howie Epstein
Howard Norman Epstein (Milwaukee, 21 de julho de 1955 - Santa Fé, 23 de fevereiro de 2003) foi um músico americano mais conhecido como baixista de Tom Petty and the Heartbreakers.

## Vida pregressa
Epstein nasceu em Milwaukee, Wisconsin, e cresceu em uma casa musical. Seu pai, Sam, foi um dos principais produtores locais de discos que trabalhou com vários grupos de rock and roll e soul nas décadas de 1950 e 1960. Epstein costumava visitar os estúdios de música, assistindo seu pai trabalhar e, ocasionalmente, gravando sob o olhar atento de seu pai em uma idade muito jovem. Ele lembrou: "Eu ia aos bares com meu pai para conferir as bandas com as quais ele estava pensando em trabalhar, e algumas vezes ele me deixou usar grupos com os quais trabalhava como músicos de apoio para as coisas que eu gravaria."     Howie freqüentou a Nicolet High School em Glendale, Wisconsin, graduando-se em 1973.

## Carreira
No final dos anos 1960 e início dos anos 1970, Howie tocou principalmente guitarra e bandolim e cantou em várias bandas de rock and roll e country de Milwaukee que eram populares regionalmente, incluindo MHB Experience, Egz, Winks, Forearm Smash e The Mania. Quando ele sentiu que tinha ido o mais longe que podia em Milwaukee, Epstein decidiu se mudar para a cidade de Nova York, mas antes que pudesse arrumar suas coisas, ele foi atraído para a costa oeste por um amigo baterista, John Hiatt, para tocar baixo em uma nova banda. Ele ficou com Hiatt por dois anos e dois álbuns ( Slug Line e Two Bit Monsters).

### The Heartbreakers
Epstein não  tocava baixo até alguns anos antes de ingressar no Heartbreakers. Ele fez um show apoiando Del Shannon. Enquanto tocava em um álbum de Shannon que Tom Petty estava produzindo (Drop Down And Get Me), Epstein impressionou Petty com sua habilidade. Conseqüentemente, quando Ron Blair, que era baixista de Tom Petty e The Heartbreakers desde o início em 1976, anunciou que estava saindo devido ao esgotamento com a agenda de turnês da banda, Epstein foi recrutado para substituí-lo. "Todos pensamos que Howie conseguiria o emprego", diz o baterista original do Heartbreakers, Stan Lynch. "Ele parecia ter um sentimento muito bom pelo que estávamos fazendo. Ele é um bom baixista, um cantor muito bom e se encaixa muito bem." Epstein concordou que a transição de tocar nessas bandas obscuras para se tornar parte de uma banda muito popular e estabelecida foi quase perfeita. "Tem sido mais fácil do que eu pensava que seria. Eu já estava familiarizado com a maioria das músicas deles só porque sou fã dos Heartbreakers, então não era como se eu estivesse ficando frio."
Depois de se juntar aos Heartbreakers, ele começou a levar o baixo a sério. "Eu costumava tocar muito ocupado, de todos os anos tocando guitarra rítmica". Epstein encontrou um estilo natural, que, segundo ele, enfatizava "a simplicidade, (...) entrando em um ritmo constante. Sempre me considerei um bom jogador de equipe e é assim que os Heartbreakers operam. Todo mundo ouve o que todo mundo está fazendo musicalmente."
Em 1 de setembro de 1982, ele estreou ao vivo no Santa Cruz Civic Auditorium em Santa Cruz, Califórnia, na turnê para promover o álbum Long After Dark. Epstein era um membro dos Heartbreakers até sua partida devido a sua saúde debilitada por seu vício em heroína. Ele fez sua última aparição com a banda quando eles foram introduzidos no Hall da Fama do Rock and Roll em março de 2002.
Tom Petty elogiou Epstein por seus esforços colaborativos:
Epstein tocou baixo em gravações de Eric Andersen, Bob Dylan, Carlene Carter, Johnny Cash, John Hiatt, Stevie Nicks, Roy Orbison, Carl Perkins, John Prine, Linda Ronstadt, Del Shannon, The Textones, The Village People e Warren Zevon.
Ele ganhou elogios como compositor e produtor. Epstein produziu dois álbuns para John Prine, The Missing Years, de 1991, que ganhou um Grammy por Melhor Gravação Folk Contemporânea, e Lost Dogs and Mixed Blessings. Ele também produziu A Memory of the Future, de Eric Andersen (1998).
Epstein formou uma parceria criativa e pessoal com Carlene Carter após seu divórcio com o cantor e compositor inglês Nick Lowe e seu retorno aos Estados Unidos em 1988, ajudando Carter a restabelecer sua carreira. Epstein produziu seu hit I Fell in Love (1990) e foi co-autor da faixa-título com seu colaborador de longa data, compositor de Milwaukee, Perry M. Lamek. Os vocais de Carter na faixa-título "I Fell In Love" lhe renderam uma indicação ao Grammy de Melhor Performance Vocal Feminina do País em 1991. Três anos depois, Epstein produziu o CD de acompanhamento de Carter, Little Love Letters. Epstein e Carter estavam noivos de meados ao final dos anos 90, morando juntos em Tesuque, Novo México mas nunca se casaram.
Antes de Carlene Carter, Howie estava noiva e morou com Laurie June, atriz, modelo e secretária jurídica, em Laurel Canyon, Califórnia. Eles estavam juntos de 1979 a 1987.
Em 23 de fevereiro de 2003, Epstein morreu de complicações relacionadas ao uso de drogas. A MTV News informou que a morte de Epstein foi causada por uma overdose de heroína. Ele tinha 47 anos. Foi dito aos investigadores que Epstein usava heroína. No dia de sua morte, Howie foi levado ao Hospital St. Vincent, em Santa Fé, Novo México por sua namorada, que o descreveu como "angustiado". Epstein estava tomando antibióticos para uma doença e recentemente sofria de influenza, problemas estomacais e um abscesso na perna, disseram amigos. Além disso, foi relatado que ele ficou extremamente perturbado com a morte de seu cão de 16 anos alguns dias antes.
Em entrevistas posteriores, Tom Petty admitiu que o comportamento de Epstein se tornara imprevisível: "Ele estava apenas degenerando em nós até o ponto em que pensávamos que manter Howie na banda estava realmente fazendo mais mal a ele do que se livrar dele. Seus problemas pessoais eram vastos e sérios. "Ele foi enterrado no Second Home Cemetery, em Greenfield, Wisconsin. Petty escreveu o seguinte em um artigo para a Rolling Stone em resposta à morte de Epstein: "...   há uma grande tristeza, porque Howie nunca foi um Heartbreaker. Ele acabou de chegar onde não podia mais fazer isso   . . . É como se você tivesse uma árvore morrendo no quintal. E você está acostumado com a ideia de que está morrendo. Mas você olha lá um dia e eles cortam. E você simplesmente não pode imaginar que a bela árvore não está mais lá."
No momento de sua morte, Epstein deixou seus irmãos Craig e Bradley Epstein e a filha Jamie Leffler, agora membro da banda de rock indie Dwntwn.